# Кардиффский диалект английского языка
Кардиффский диалект английского языка — региональный акцент английского языка и разновидность уэльских диалектов, на котором говорят в городе Кардифф и его окрестностях, и несколько отличается в Уэльсе, по сравнению с другими уэльскими акцентами.
Подсчитано, что в городе Кардифф около 500.000 человек говорят на английском языке. Как правило, акцент ограничивается внутри северной границы города, и не распространяется на соседние долины Южного Уэльса, где разговорное разнообразие английского отличается. Однако, область акцента распространяется на восток и запад политических границ города, охватывающих большую часть бывших округов Южный Гламорган и юго-запад Гвент, включая город Ньюпорт и побережье Монмутшира.